# 브렌던 페어
브렌던 페어(Brendan Fehr, 1977년 10월 29일 ~ )는 캐나다의 배우이다.

## 출연 작품
- 도터 오브 울프 (2019)
- 온리 아이... (2015)
- 자라스 로 (2014)
- 가디언즈 오브 갤럭시 (2014)
- 13 이어리 (2013)
- 다크 스페이스 (2013)
- 어답팅 테러 (2012)
- 사일런트 나이트 (2012년 영화)사일런트 나이트 (2012)
- 포트 맥코이 (2011)
- 앤 베이비 윌 폴 (2011)
- 엑스맨: 퍼스트 클래스 (2011)
- 더 커팅 엣지: 파이어 앤 아이스 (2010)
- 알래스카 대지진 (2010)
- 사무라이 걸 (2008)
- 디아더 사이드 오브 더 트랙스 (2008)
- 더 아이덴티티 (2007)
- 컴백 시즌 (2006)
- 긴 주말 (2005)
- 차일드스타 (2004)
- 바이커 보이즈 (2003)
- 킬 미 레이터 (2001)
- 사막의 뱀파이어 (2001)
- 크리스티나 하우스 (2000)
- 데스티네이션 (2000)
- 진실을 위하여 (1999, Our Guys: Outrage at Glen Ridge)
- 사이버 킬러 (1998)
- 크레들베이 (1998)

### 텔레비전
- 나이트 쉬프트 시즌1 (2014)
- 본즈 1 (2005)
- CSI - 마이애미 (2002)
- 로스웰 시즌1 (1999)